# Список правителей Великобритании

Штандарт короля Великобритании

Список правителей Великобритании включает носителей установленного в 1707 году титула короля Великобритании (англ. King of Great Britain). Также в список вошли монархи англо-шотландской унии, заключённой в 1603 году, которые с 1604 года стали использовать официальный, но не обязательный для обращения, титул короля Великобритании (англ. King of Great Brittaine), и лица, занимавшие различные государственные должности и управлявшие страной во время Английской революции.
Англо-шотландская уния («Союз корон») возникла в результате смерти бездетной королевы Англии Елизаветы I Тюдор 24 марта (3 апреля) 1603 года, завещавшей престол представителю династии Стюартов королю Шотландии Якову VI, который объединил под своей короной два королевства (до 1707 года они фактически оставались независимыми государствами). В 1649 году в ходе гражданской войны монархия была упразднена, а страна провозглашена республикой. В 1653 году установлена новая форма правления — протекторат, просуществовавший до 1659 года. 1659—1660 годы ознаменовались борьбой между сторонниками генерала Джона Ламберта и генерала Джорджа Монка, выступавших за восстановление республики и конституционной монархии соответственно. После вступления в Лондон войск Монка, Комитет безопасности, коллективный глава государства, был низложен, и созван парламент, впоследствии обратившийся к Чарльзу Стюарту с предложением занять престол с ограниченной властью монарха. В мае 1660 года обе палаты английского парламента проголосовали за назначение Чарльза королём и восстановление монархии, гражданская война завершилась. Период правления восстановленной династии Стюартов, получивший название Реставрации, продлился до 1707 года, когда парламенты Англии и Шотландии приняли Акт о союзе, в соответствии с которым два королевства слились в единое государство — Великобританию.
Для удобства список разделён на принятые в британской историографии периоды истории страны. Приведённые в преамбулах к каждому из разделов описания этих периодов призваны пояснить особенности политической жизни страны. До 3 (14) сентября 1752 года, когда Великобритания перешла на григорианский календарь, также приведены юлианские даты.

## До образования Великобритании

### Союз корон (1603—1649)
24 марта (3 апреля) 1603 года умерла бездетная королева Англии из династии Тюдор Елизавета I. Согласно её завещанию английский престол унаследовал представитель дома Стюартов король Шотландии Яков VI, а два королевства объединились в т. н. «Союз корон» (фактически до 1707 года Англия и Шотландия оставались отдельными государствами со своими парламентами, административными структурами, церковью и вооружёнными силами). 20 (30) октября 1604 года Яков I издал прокламацию, в которой, с целью упростить употребление титула «король Англии и Шотландии» (англ. King of England, Scotland) и указать на единство двух стран, принял официальный, но не обязательный для обращения титул «король Великобритании» (англ. King of Great Brittaine):

По всем этим соображениям Мы настоящим удостоверяем, что в силу Нашей королевской власти и прерогативы, присваиваем Себе, в силу чистоты Нашего права, имя и титул КОРОЛЯ ВЕЛИКОБРИТАНИИ, ФРАНЦИИ И ИРЛАНДИИ, ЗАЩИТНИКА ВЕРЫ и пр., как это следует из Нашего справедливого и законного титула, и настоящим публикуем, обнародуем и объявляем о том, что во всех прокламациях, посланиях внешних и внутренних, договорах, союзах, посвящениях, запечатлениях и во всех других случаях подобного рода, можно использовать и соблюдать то же самое.
Оригинальный текст (англ.)Upon all which considerations We doe by these Presents, by force of our Kingly Power and Prerogative, assume to Our selfe by the cleerenesse of our Right, The Name and Stile of KING OF GREAT BRITTAINE, FRANCE, AND IRELAND, DEFENDER OF THE FAITH, &c. as followeth in Our just and lawfull Stile, And doe hereby publish, promulge and declare the same, to the ende that in all Proclamations, Missives forreine, and Domesticall, Treaties, Leagues, Dedicatories, Impressions, and in all other cases of like nature, the same may be used and observed.

30 января (9 февраля) 1649 года на фоне продолжительного социально-политического кризиса («Английской революции») король Великобритании Карл I был казнён по решению Верховного суда, назначенного Парламентом («Долгим парламентом»), объявившим себя 4 (14) января носителем высшей власти. В марте была упразднена Палата лордов, а королевская власть отменена. 19 (29) мая Парламент издал Акт, провозглашающий и учреждающий народ Англии Содружеством и Свободным государством, установивший республиканскую форму правления.
| Портрет                   | Имя (годы жизни)                                                                          | Правление                  | Правление | Династия                      | Наименование титула | Пр.                  |
| Портрет                   | Имя (годы жизни)                                                                          | Начало                     | Окончание | Династия                      | Наименование титула | Пр.                  |
| ------------------------- | ----------------------------------------------------------------------------------------- | -------------------------- | --- | ----------------------------- | --- | -------------------- |
|                           | Яков I (1566—1625) англ. James I (урожд. Чарльз Джеймс Стюарт англ. Charles James Stuart) | 24 марта (3 апреля) 1603   | 31 марта (10 апреля) 1603 | Стюарты англ. House of Stuart | Милостью Божьей, король Англии, Франции и Ирландии, защитник веры и пр. англ. By the Grace of God, King of England, France and Ireland, Defender of the Faith, etc. лат. Dei gratia Anglie Francie et Hibernie Rex, Fidei Defensor, etc. | [ 7 ] [ 8 ] [ 9 ]    |
| 31 марта (10 апреля) 1603 | Яков I (1566—1625) англ. James I (урожд. Чарльз Джеймс Стюарт англ. Charles James Stuart) | 27 марта (6 апреля) 1625   | Милостью Божьей, король Англии, Шотландии, Франции и Ирландии, защитник веры и пр. англ. By the Grace of God, King of England, Scotland, France and Ireland, Defender of the Faith, etc. лат. Dei gratia Anglie Scotie Francie et Hibernie Rex, Fidei Defensor, etc. | Стюарты англ. House of Stuart | | [ 7 ] [ 8 ] [ 9 ]    |
|                           | Карл I (1600—1649) англ. Charles I (урожд. Чарльз Стюарт англ. Charles Stuart)            | 27 марта (6 апреля) 1625   | Милостью Божьей, король Англии, Шотландии, Франции и Ирландии, защитник веры и пр. англ. By the Grace of God, King of England, Scotland, France and Ireland, Defender of the Faith, etc. лат. Dei gratia Anglie Scotie Francie et Hibernie Rex, Fidei Defensor, etc. | Стюарты англ. House of Stuart | 30 января (9 февраля) 1649 | [ 10 ] [ 11 ] [ 12 ] |
|                           | Уильям Ленталл (1591—1662) англ. William Lenthall                                         | 30 января (9 февраля) 1649 | 19 (29) мая 1649 | —                             | Спикер общин Англии, собравшихся в Парламенте англ. Speaker of Commons of England, in Parliament assembled | [ 13 ] [ 14 ] [ 15 ] |

### Содружество Англии и Протекторат Кромвеля (1649—1660)
В 1649 году индепенденты, пришедшие к власти после провозглашения Англии республикой, проводили захватническую политику в Шотландии и Ирландии. Подавление восстания в последней фактически являлось завоеванием острова. В Шотландию же английские войска под командованием генерал-капитана Оливера Кромвеля вторглись под предлогом борьбы с происками Чарльза Стюарта (сына казнённого короля Карла I), который в августе 1651 года провозгласил себя королём Англии и Шотландии под тронным именем Карл II. В сентябре шотландцы были полностью разгромлены, а король бежал во Францию; в сентябре 1652 года восстание в Ирландии было окончательно подавлено. 20 (30) апреля 1653 года в условиях нарастающего недовольства среди населения Англии Кромвель разогнал «Охвостье» Долгого парламента. В июле Армейский совет избрал состав нового парламента, получившего название «Бербонский». Однако новый парламент просуществовал недолго: 12 (22) декабря его консервативные члены проголосовали за «передачу лорду-генералу Кромвелю полномочий, которые они получили от него». 16 (26) декабря Оливер Кромвель принял первую конституцию («Орудие управления»), установив в Содружестве Англии, Шотландии и Ирландии новую форму правления — протекторат (фактически военную диктатуру).
7 (17) мая 1659 года в результате государственного переворота лорд-протектор Ричард Кромвель (являвшийся таковым после смерти своего отца в 1658 году) был низложен военными, а власть перешла к воссозданному Охвостью, фактически упразднившему Протекторат Кромвеля. 13 (23) октября армия под командованием генерала Джона Ламберта распустила Охвостье, неспособное управлять страной, и сформировала первоначально Государственный совет, а 25 октября (4 ноября) — Комитет безопасности — орган, являвшийся коллективным главой государства. Однако сэр Артур Хасельриг, бывший президент распущенного Государственного совета, обратился к другим генералам, в частности к Джорджу Монку, командующему армией в Шотландии, с просьбой поддержать Охвостье. Монк, овладевший Лондоном, созвал парламент, спикером которого вновь стал Уильям Ленталл. 11 (21) февраля 1660 года заработал Долгий парламент, который обратился к Чарльзу Стюарту с предложением занять престол с ограниченной властью монарха. После его согласия 8 (18) мая Палата лордов и Палата общин, а также английская знать, объявили, что «по праву неотъемлемого рождения и законного и несомненного престолонаследия» титул и корона переходят к королю Карлу II. Протекторат Кромвеля упразднялся, личная уния Англии и Шотландии восстановливалась.
Курсивом на сером фоне показаны даты начала и окончания правления Карла II, претендовавшего на власть в стране в ходе гражданской войны.
| Портрет              | Имя (годы жизни)                                        | Полномочия                      | Полномочия | Наименование должности | Пр.                  |
| Портрет              | Имя (годы жизни)                                        | Начало                          | Окончание | Наименование должности | Пр.                  |
| -------------------- | ------------------------------------------------------- | ------------------------------- | --- | --- | -------------------- |
|                      | Уильям Ленталл (1591—1662) англ. William Lenthall       | 19 (29) мая 1649                | 20 (30) апреля 1653 | Спикер общин Англии, собравшихся в Парламенте Содружества Англии англ. Speaker of Commons of England, in Parliament of the Commonwealth of England assembled | [ 13 ] [ 14 ] [ 15 ] |
|                      | Карл II (1630—1685) англ. Charles II                    | 6 (16) августа 1651             | 15 (25) октября 1651 | Милостью Божьей, король Англии, Шотландии, Франции и Ирландии, защитник веры и пр. англ. By the Grace of God, King of England, Scotland, France and Ireland, Defender of the Faith, etc. лат. Dei gratia Anglie Scotie Francie et Hibernie Rex, Fidei Defensor, etc. | [ 16 ] [ 17 ] [ 18 ] |
|                      | Оливер Кромвель (1599—1658) англ. Oliver Cromwell       | 20 (30) апреля 1653             | 4 (14) июля 1653 | Генерал-капитан и главнокомандующий всеми армиями и войсками, которые были и будут созданы в пределах этого Содружества англ. Captain-General and Commander in Chief of all the Armies and Forces raised, and to be raised, within this Commonwealth                 | [ 19 ] [ 20 ] [ 21 ] |
|                      | Фрэнсис Роус (1579—1659) англ. Francis Rous             | 5 (15) июля 1653                | 6 (16) июля 1653 | Президент Верховной власти англ. President of the Supreme Authority | [ 22 ] [ 23 ] [ 24 ] |
| 6 (16) июля 1653     | Фрэнсис Роус (1579—1659) англ. Francis Rous             | 7 (17) июля 1653                | Спикер Парламента англ. Speaker of the Parliament | | [ 22 ] [ 23 ] [ 24 ] |
| 7 (17) июля 1653     | Фрэнсис Роус (1579—1659) англ. Francis Rous             | 12 (22) декабря 1653            | Спикер Парламента Содружества Англии англ. Speaker of the Parliament of the Commonwealth of England | | [ 22 ] [ 23 ] [ 24 ] |
|                      | Оливер Кромвель (1599—1658) англ. Oliver Cromwell       | 12 (22) декабря 1653            | 16 (26) декабря 1653 | Генерал-капитан и главнокомандующий всеми армиями и войсками, которые были и будут созданы в пределах этого Содружества англ. Captain-General and Commander in Chief of all the Armies and Forces raised, and to be raised, within this Commonwealth                 | [ 19 ] [ 20 ] [ 25 ] |
| 16 (26) декабря 1653 | Оливер Кромвель (1599—1658) англ. Oliver Cromwell       | 3 (13) сентября 1658            | Лорд-протектор Содружества Англии, Шотландии и Ирландии (и относящихся к ним доминионов и территорий) англ. Lord Protector of the Commonwealth of England, Scotland, and Ireland (and the Dominions and Territories thereunto belonging) | | [ 19 ] [ 20 ] [ 25 ] |
|                      | Ричард Кромвель (1626—1712) англ. Richard Cromwell      | 3 (13) сентября 1658            | Лорд-протектор Содружества Англии, Шотландии и Ирландии (и относящихся к ним доминионов и территорий) англ. Lord Protector of the Commonwealth of England, Scotland, and Ireland (and the Dominions and Territories thereunto belonging) | 7 (17) мая 1659 | [ 26 ] [ 27 ] [ 28 ] |
|                      | Уильям Ленталл (1591—1662) англ. William Lenthall       | 7 (17) мая 1659                 | 13 (23) октября 1659 | Спикер Парламента англ. Speaker of the Parliament | [ 13 ] [ 14 ] [ 15 ] |
|                      | Булстроуд Уайтлок (1605—1675) англ. Bulstrode Whitelock | 13 (23) октября 1659            | 25 октября (4 ноября) 1659 | Президент Государственного совета англ. President of the Council of State | [ 29 ] [ 30 ] [ 31 ] |
|                      |                                                         | 25 октября (4 ноября) 1659      | 23 декабря 1659 (2 января 1660) | Комитет безопасности (II) англ. Committee of Safety (II) | [ 32 ]               |
|                      | Уильям Ленталл (1591—1662) англ. William Lenthall       | 26 декабря 1659 (5 января 1660) | 16 (26) марта 1660 | Спикер Парламента Англии англ. Speaker of the Parliament of England | [ 13 ] [ 14 ] [ 15 ] |
|                      | Артур Аннесли (1614—1686) англ. Arthur Annesley         | 16 (26) марта 1660              | 25 апреля (5 мая) 1660 | Президент Государственного совета англ. President of the Council of State | [ 33 ] [ 34 ] [ 35 ] |
|                      | Эдвард Монтегю (1602—1671) англ. Edward Montagu         | 25 апреля (5 мая) 1660          | 8 (18) мая 1660 | Временный спикер Палаты лордов англ. Speaker pro tempore of the House of Lords | [ 36 ] [ 37 ] [ 38 ] |
|                      | Харботтл Гримстон (1603—1685) англ. Harbottle Grimston  | 25 апреля (5 мая) 1660          | 8 (18) мая 1660 | Спикер Палаты общин англ. Speaker of the House of Commons | [ 39 ] [ 40 ] [ 41 ] |

### От реставрации Стюартов до Акта о союзе (1660—1707)
Период правления восстановленной династии Стюартов, получивший название Реставрации, характеризовался попытками Карла II возродить в Англии абсолютистские порядки. В феврале 1685 года Карл II умер. Трон унаследовал его брат Джеймс. Джеймс Скотт, незаконнорождённый сын Карла II, попытался свергнуть своего дядю, параллельно провозгласив себя королём. В июле восстание было подавлено, а сам Скотт казнён. Джеймс Стюарт, принявший тронное имя Яков II, продолжил политику своего брата, направленную на восстановление в стране католицизма. Это вызвало недовольство среди протестанской части населения. Сторонники Стюартов попытались заручиться поддержкой у шотландской знати, однако вскоре пригласили на английский престол принца Оранского Виллема Хендрика (по прибытии в страну принявшего имя Уильяма Генри), совершив тем самым «бескровную революцию». В феврале 1689 года Конвенционный парламент объявил о низложении Якова II, принял Билль о правах и провозгласил Уильяма и его супругу Марию королём и королевой Англии, Шотландии и Ирландии. В январе — марте 1707 года парламенты Англии и Шотландии приняли Акт о союзе, в соответствии с которым два королевства слились в единое государство — Великобританию.
Курсивом на сером фоне показаны даты начала и окончания правления претендовавшего на власть в ходе восстания Джеймса Скотта, а также лиц, возглавлявших исполнительный орган, носивший характер временного правительства, и принца Оранского Уильяма, отвечавшего за управление делами, которые руководили страной в период от отбытия короля Якова II из Англии во Францию до его отречения в результате государственного переворота.
| Портрет              | Имя (годы жизни) | Правление                       | Правление | Династия                                            | Наименование титула | Пр.                  |
| Портрет              | Имя (годы жизни) | Начало                          | Окончание | Династия                                            | Наименование титула | Пр.                  |
| -------------------- | --- | ------------------------------- | --- | --------------------------------------------------- | --- | -------------------- |
|                      | Карл II (1630—1685) англ. Charles II (урожд. Чарльз Стюарт англ. Charles Stuart)                                                                                                   | 8 (18) мая 1660                 | 6 (16) февраля 1685 | Стюарты англ. House of Stuart                       | Милостью Божьей, король Англии, Шотландии, Франции и Ирландии, защитник веры и пр. англ. By the Grace of God, King of England, Scotland, France and Ireland, Defender of the Faith, etc. лат. Dei gratia Anglie Scotie Francie et Hibernie Rex, Fidei Defensor, etc. | [ 16 ] [ 17 ] [ 18 ] |
|                      | Яков II (1633—1701) англ. James II (урожд. Джеймс Стюарт англ. James Stuart) | 6 (16) февраля 1685             | 12 (22) февраля 1689 | Стюарты англ. House of Stuart                       | Милостью Божьей, король Англии, Шотландии, Франции и Ирландии, защитник веры и пр. англ. By the Grace of God, King of England, Scotland, France and Ireland, Defender of the Faith, etc. лат. Dei gratia Anglie Scotie Francie et Hibernie Rex, Fidei Defensor, etc. | [ 42 ] [ 43 ] [ 44 ] |
|                      | Яков (1649—1685) англ. James (урожд. Джеймс Скотт англ. James Scott) | 20 (30) июня 1685               | 8 (18) июля 1685 | Стюарты (незакон.) англ. House of Stuart            | Милостью Божьей, король Англии, Шотландии, Франции и Ирландии, защитник веры и пр. англ. By the Grace of God, King of England, Scotland, France and Ireland, Defender of the Faith, etc. лат. Dei gratia Anglie Scotie Francie et Hibernie Rex, Fidei Defensor, etc. | [ 45 ] [ 46 ] [ 47 ] |
|                      | Лоуренс Хайд (1642—1711) англ. Laurence Hyde | 11 (21) декабря 1688 (часы)     | 11 (21) декабря 1688 (часы) | —                                                   | Председатель Пэров королевства англ. Chairman of the Peers of the Realm | [ 48 ] [ 49 ] [ 50 ] |
|                      | Джордж Сэвил (1633—1695) англ. George Savile | 12 (22) декабря 1688            | 28 декабря 1688 (7 января 1689) | —                                                   | Председатель Пэров королевства англ. Chairman of the Peers of the Realm | [ 51 ] [ 52 ] [ 53 ] |
|                      | Вильгельм III (1650—1702) англ. William III (урожд. Виллем Хендрик нидерл. Willem Hendrik; 28 декабря 1688 (7 января 1689)—11 (21) апреля 1689 — Уильям Генри англ. William Henry) | 28 декабря 1688 (7 января 1689) | 13 (23) февраля 1689 | Оранско-Нассауский дом англ. House of Orange-Nassau | Управляющий делами англ. Administrator of Affairs | [ 54 ] [ 55 ] [ 56 ] |
| 13 (23) февраля 1689 | Вильгельм III (1650—1702) англ. William III (урожд. Виллем Хендрик нидерл. Willem Hendrik; 28 декабря 1688 (7 января 1689)—11 (21) апреля 1689 — Уильям Генри англ. William Henry) | 11 (21) мая 1689                | Милостью Божьей, король Англии, Франции и Ирландии, защитник веры и пр. англ. By the Grace of God, King of England, France and Ireland, Defender of the Faith, etc. лат. Dei gratia, Angliae, Franciae et Hiberniae Rex, Fidei Defensor, etc.                                      | Оранско-Нассауский дом англ. House of Orange-Nassau | | [ 54 ] [ 55 ] [ 56 ] |
| 11 (21) мая 1689     | Вильгельм III (1650—1702) англ. William III (урожд. Виллем Хендрик нидерл. Willem Hendrik; 28 декабря 1688 (7 января 1689)—11 (21) апреля 1689 — Уильям Генри англ. William Henry) | 8 (19) марта 1702               | Милостью Божьей, король Англии, Шотландии, Франции и Ирландии, защитник веры и пр. англ. By the Grace of God, King of England, Scotland, France and Ireland, Defender of the Faith, etc. лат. Dei gratia, Angliae, Scotiae, Franciae et Hiberniae Rex, Fidei Defensor, etc.        | Оранско-Нассауский дом англ. House of Orange-Nassau | | [ 54 ] [ 55 ] [ 56 ] |
|                      | Мария II (1662—1695) англ. Mary II (урожд. Мэри Стюарт англ. Mary Stuart) | 13 (23) февраля 1689            | 11 (21) мая 1689 | Стюарты англ. House of Stuart                       | Милостью Божьей, королева Англии, Франции и Ирландии, защитница веры и пр. англ. By the Grace of God, Queen of England, France and Ireland, Defender of the Faith, etc. лат. Dei gratia, Angliae, Franciae et Hiberniae Regina, Fidei Defensor, etc.                 | [ 57 ] [ 58 ] [ 59 ] |
| 11 (21) мая 1689     | Мария II (1662—1695) англ. Mary II (урожд. Мэри Стюарт англ. Mary Stuart) | 28 декабря 1694 (7 января 1695) | Милостью Божьей, королева Англии, Шотландии, Франции и Ирландии, защитница веры и пр. англ. By the Grace of God, Queen of England, Scotland, France and Ireland, Defender of the Faith, etc. лат. Dei gratia, Angliae, Scotiae, Franciae et Hiberniae Regina, Fidei Defensor, etc. | Стюарты англ. House of Stuart                       | | [ 57 ] [ 58 ] [ 59 ] |
|                      | Анна (1665—1714) англ. Anne (урожд. Анна Стюарт англ. Anne Stuart) | 8 (19) марта 1702               | Милостью Божьей, королева Англии, Шотландии, Франции и Ирландии, защитница веры и пр. англ. By the Grace of God, Queen of England, Scotland, France and Ireland, Defender of the Faith, etc. лат. Dei gratia, Angliae, Scotiae, Franciae et Hiberniae Regina, Fidei Defensor, etc. | Стюарты англ. House of Stuart                       | 1 (12) мая 1707 | [ 60 ] [ 61 ] [ 62 ] |

## Унитарное государство (с 1707)
Курсивом на сером фоне показаны даты начала и окончания регентства Джорджа Августа Фредерика, объявившего себя регентом при живом, но недееспособном, короле Георге III.
| Портрет        | Имя (годы жизни) | Правление           | Правление | Династия | Наименование титула | Пр.                  |
| Портрет        | Имя (годы жизни) | Начало              | Окончание | Династия | Наименование титула | Пр.                  |
| -------------- | --- | ------------------- | --- | --- | --- | -------------------- |
|                | Анна (1665—1714) англ. Anne (урожд. Анна Стюарт англ. Anne Stuart)                                                                                             | 1 (12) мая 1707     | 1 (12) августа 1714 | Стюарты англ. House of Stuart | Милостью Божьей, королева Великобритании, Франции и Ирландии, защитница веры и пр. англ. By the Grace of God, Queen of Great Britain, France and Ireland, Defender of the Faith, etc. лат. Dei gratia, Magne Britannie, Francie et Hibernie Regina, Fidei Defensor, etc.                                                                       | [ 60 ] [ 61 ] [ 63 ] |
|                | Георг I (1660—1727) англ. George I (урожд. Георг Людвиг нем. Georg Ludwig)                                                                                     | 1 (12) августа 1714 | 11 (22) июня 1727 | Ганноверский дом англ. House of Hanover | Милостью Божьей, король Великобритании, Франции и Ирландии, защитник веры и пр. англ. By the Grace of God, King of Great Britain, France and Ireland, Defender of the Faith, etc. лат. Dei gratia, Magne Britannie, Francie et Hibernie Rex, Fidei Defensor, etc.                                                                              | [ 64 ] [ 65 ] [ 66 ] |
|                | Георг II (1683—1760) англ. George II (урожд. Георг Август нем. Georg August)                                                                                   | 11 (22) июня 1727   | 25 октября 1760 | Ганноверский дом англ. House of Hanover | Милостью Божьей, король Великобритании, Франции и Ирландии, защитник веры и пр. англ. By the Grace of God, King of Great Britain, France and Ireland, Defender of the Faith, etc. лат. Dei gratia, Magne Britannie, Francie et Hibernie Rex, Fidei Defensor, etc.                                                                              | [ 67 ] [ 68 ] [ 69 ] |
|                | Георг III (1738—1820) англ. George III (урожд. Джордж Уильям Фредерик англ. George William Frederick)                                                          | 25 октября 1760     | 1 января 1801 | Ганноверский дом англ. House of Hanover | Милостью Божьей, король Великобритании, Франции и Ирландии, защитник веры и пр. англ. By the Grace of God, King of Great Britain, France and Ireland, Defender of the Faith, etc. лат. Dei gratia, Magne Britannie, Francie et Hibernie Rex, Fidei Defensor, etc.                                                                              | [ 70 ] [ 71 ] [ 72 ] |
| 1 января 1801  | Георг III (1738—1820) англ. George III (урожд. Джордж Уильям Фредерик англ. George William Frederick)                                                          | 29 января 1820      | Милостью Божьей, Соединённого Королевства Великобритании и Ирландии король, защитник веры англ. By the Grace of God, of the United Kingdom of Great Britain and Ireland King, Defender of the Faith | Ганноверский дом англ. House of Hanover | | [ 70 ] [ 71 ] [ 72 ] |
|                | Георг IV (1762—1830) англ. George IV (урожд. Джордж Август Фредерик англ. George Augustus Frederick)                                                           | 6 февраля 1811      | 29 января 1820 | Ганноверский дом англ. House of Hanover | Регент Соединённого Королевства Великобритании и Ирландии англ. Regent of the United Kingdom of Great Britain and Ireland | [ 73 ] [ 74 ] [ 75 ] |
| 29 января 1820 | Георг IV (1762—1830) англ. George IV (урожд. Джордж Август Фредерик англ. George Augustus Frederick)                                                           | 26 июня 1830        | Милостью Божьей, Соединённого Королевства Великобритании и Ирландии король, защитник веры англ. By the Grace of God, of the United Kingdom of Great Britain and Ireland King, Defender of the Faith | Ганноверский дом англ. House of Hanover | | [ 73 ] [ 74 ] [ 75 ] |
|                | Вильгельм IV (1765—1837) англ. William IV (урожд. Уильям Генри англ. William Henry)                                                                            | 26 июня 1830        | Милостью Божьей, Соединённого Королевства Великобритании и Ирландии король, защитник веры англ. By the Grace of God, of the United Kingdom of Great Britain and Ireland King, Defender of the Faith | Ганноверский дом англ. House of Hanover | 20 июня 1837 | [ 76 ] [ 77 ] [ 78 ] |
|                | Виктория (1819—1901) англ. Victoria (урожд. Александрина Виктория англ. Alexandrina Victoria)                                                                  | 20 июня 1837        | 28 апреля 1876 | Ганноверский дом англ. House of Hanover | Милостью Божьей, Соединённого Королевства Великобритании и Ирландии королева, защитница веры англ. By the Grace of God, of the United Kingdom of Great Britain and Ireland Queen, Defender of the Faith | [ 79 ] [ 80 ] [ 81 ] |
| 28 апреля 1876 | Виктория (1819—1901) англ. Victoria (урожд. Александрина Виктория англ. Alexandrina Victoria)                                                                  | 22 января 1901      | Милостью Божьей, Соединённого Королевства Великобритании и Ирландии королева, защитница веры, императрица Индии англ. By the Grace of God, of the United Kingdom of Great Britain and Ireland Queen, Defender of the Faith, Empress of India                                                                         | Ганноверский дом англ. House of Hanover | | [ 79 ] [ 80 ] [ 81 ] |
|                | Эдуард VII (1841—1910) англ. Edward VII (урожд. Альберт Эдуард англ. Albert Edward)                                                                            | 22 января 1901      | 4 ноября 1901 | Саксен-Кобург-Готский дом англ. House of Saxe-Coburg and Gotha | Милостью Божьей, Соединённого Королевства Великобритании и Ирландии король, защитник веры, император Индии англ. By the Grace of God, of the United Kingdom of Great Britain and Ireland King, Defender of the Faith, Emperor of India | [ 82 ] [ 83 ] [ 84 ] |
| 4 ноября 1901  | Эдуард VII (1841—1910) англ. Edward VII (урожд. Альберт Эдуард англ. Albert Edward)                                                                            | 6 мая 1910          | Милостью Божьей, Соединённого Королевства Великобритании и Ирландии и Британских доминионов за морями король, защитник веры, император Индии англ. By the Grace of God of the United Kingdom of Great Britain and Ireland and of the British Dominions beyond the Seas King, Defender of the Faith, Emperor of India | Саксен-Кобург-Готский дом англ. House of Saxe-Coburg and Gotha | | [ 82 ] [ 83 ] [ 84 ] |
|                | Георг V (1865—1936) англ. George V (урожд. Джордж Фредерик Эрнест Альберт англ. George Frederick Ernest Albert)                                                | 6 мая 1910          | Милостью Божьей, Соединённого Королевства Великобритании и Ирландии и Британских доминионов за морями король, защитник веры, император Индии англ. By the Grace of God of the United Kingdom of Great Britain and Ireland and of the British Dominions beyond the Seas King, Defender of the Faith, Emperor of India | Саксен-Кобург-Готский дом англ. House of Saxe-Coburg and Gotha | 13 мая 1927 | [ 85 ] [ 86 ] [ 87 ] |
| 13 мая 1927    | Георг V (1865—1936) англ. George V (урожд. Джордж Фредерик Эрнест Альберт англ. George Frederick Ernest Albert)                                                | 20 января 1936      | Виндзоры англ. House of Windsor | Милостью Божьей, Великобритании, Ирландии и Британских доминионов за морями король, защитник веры, император Индии англ. By the Grace of God of Great Britain, Ireland and the British Dominions beyond the Seas King, Defender of the Faith, Emperor of India                                                                                    | | [ 85 ] [ 86 ] [ 87 ] |
|                | Эдуард VIII (1894—1972) англ. Edward VIII (урожд. Эдуард Альберт Кристиан Джордж Эндрю Патрик Дэвид англ. Edward Albert Christian George Andrew Patrick David) | 20 января 1936      | Виндзоры англ. House of Windsor | Милостью Божьей, Великобритании, Ирландии и Британских доминионов за морями король, защитник веры, император Индии англ. By the Grace of God of Great Britain, Ireland and the British Dominions beyond the Seas King, Defender of the Faith, Emperor of India                                                                                    | 11 декабря 1936 | [ 88 ] [ 89 ] [ 90 ] |
|                | Георг VI (1895—1952) англ. George VI (урожд. Альберт Фредерик Артур Джордж англ. Albert Frederick Arthur George)                                               | 11 декабря 1936     | Виндзоры англ. House of Windsor | Милостью Божьей, Великобритании, Ирландии и Британских доминионов за морями король, защитник веры, император Индии англ. By the Grace of God of Great Britain, Ireland and the British Dominions beyond the Seas King, Defender of the Faith, Emperor of India                                                                                    | 22 июня 1948 | [ 91 ] [ 92 ] [ 93 ] |
| 22 июня 1948   | Георг VI (1895—1952) англ. George VI (урожд. Альберт Фредерик Артур Джордж англ. Albert Frederick Arthur George)                                               | 6 февраля 1952      | Виндзоры англ. House of Windsor | Милостью Божьей, Великобритании, Ирландии и Британских доминионов за морями король, защитник веры англ. By the Grace of God of Great Britain, Ireland and the British Dominions beyond the Seas King, Defender of the Faith | | [ 91 ] [ 92 ] [ 93 ] |
|                | Елизавета II (1926—2022) англ. Elizabeth II (урожд. Элизабет Александра Мэри англ. Elizabeth Alexandra Mary)                                                   | 6 февраля 1952      | Виндзоры англ. House of Windsor | 29 мая 1953 | Милостью Божьей, Великобритании, Ирландии и Британских доминионов за морями королева, защитница веры англ. By the Grace of God of Great Britain, Ireland and the British Dominions beyond the Seas Queen, Defender of the Faith | [ 94 ] [ 95 ] [ 96 ] |
| 29 мая 1953    | Елизавета II (1926—2022) англ. Elizabeth II (урожд. Элизабет Александра Мэри англ. Elizabeth Alexandra Mary)                                                   | 8 сентября 2022     | Виндзоры англ. House of Windsor | Милостью Божьей, Соединённого Королевства Великобритании и Северной Ирландии и других её королевств и территорий королева, глава Содружества, защитница веры англ. By the Grace of God of the United Kingdom of Great Britain and Northern Ireland and of Her other Realms and Territories Queen, Head of the Commonwealth, Defender of the Faith | | [ 94 ] [ 95 ] [ 96 ] |
|                | Карл III (1948—) англ. Charles III (урожд. Чарльз Филипп Артур Джордж англ. Charles Philip Arthur George)                                                      | 8 сентября 2022     | Виндзоры англ. House of Windsor | царствующий | Милостью Божьей, Соединённого Королевства Великобритании и Северной Ирландии и других его королевств и территорий король, глава Содружества, защитник веры англ. By the Grace of God of the United Kingdom of Great Britain and Northern Ireland and of His other Realms and Territories King, Head of the Commonwealth, Defender of the Faith | [ 97 ] [ 98 ] [ 99 ] |